# Armeensebrug
De Armeensebrug (brug 293) is een vaste brug in Amsterdam-Centrum.
Ze verbindt de Keizersstraat over de Krom Boomssloot met de Korte Keizersstraat. Voor de scheepvaart is de doorvaartwijdte 5,50 m; de doorvaarthoogte is 1,80 m bij kanaalpeil van NAP - 0,40 m. De brug wordt, behalve aan de noordoostkant, omringd door gemeentelijke en rijksmonumenten. In de eerste categorie valt op het hoekgebouw Krom Boomssloot 22a, een gebouw van Johannes Brouwer (1884-1966) in de Amsterdamse School uit 1933. In de tweede categorie is daar de naamgever van de brug, de gele Armeens Apostolische Kerk op nr. 22.
Er ligt hier eeuwenlang een brug. Pieter Bast tekende op zijn stadsplattegrond uit 1599 hier een ophaalbrug in. Van de naamgever van de brug is dan nog geen steen te zien, er zijn in de omgeving van de brug braakliggende kavels te zien. Wanneer Balthasar Florisz. van Berckenrode in 1625 komt, is de ophaalbrug er nog steeds, maar wordt ze aan de westzijde geflankeerd door twee relatief grote gebouwen, de kerk met een blinde muur aan een sloot. De gracht heet dan nog Booms Dwarssloot. Gerrit de Broen liet op zijn versie uit 1737 zien dat de brug (over de dan Dwars Boomssloot) vervangen is door een vaste brug (voor de Armeense Kerk), die rond 1757 is vastgelegd door kunstenaar Jan de Beijer en rond 1787 door Herman Schouten. De sloot naast de kerk is dan al verdwenen. In 1893 schreef de gemeente Amsterdam een aanbesteding uit voor het vernieuwen van brug, landhoofden en kades met levering van het benodigde ijzer. Die nieuwe brug werd kort daarop vastgelegd door (in dit geval) fotograaf George Hendrik Breitner. Op latere foto’s (uit 1936 door Johannes Brouwer, die zijn eigen pand fotografeerde)) is te zien dat er weliswaar ijzeren liggers als overspanning werden gebruikt, maar dat het rijdek uit houten planken op houten balken bestond. Er is daarna niet zoveel meer gebeurd met de brug, maar ze is laat 20e eeuw, vroeg 21e eeuw nog een keer aangepast. Ze kreeg toen een betonnen overspanning met klinkers als rijdek.
Bijzonder aan de brug is de naam. Deze naam, sinds lang opgenomen op de lijst van onofficiële brugnamen van de gemeente, verwijst naar de kerk van het Armeens-Apostolische Kerkgenootschap, die daar sinds 1714 is gevestigd, op het adres Krom Boomsloot 22. De kerk en de brug herinneren aan de Armeense gemeenschap die daar omstreeks 1700 ontstond. In 2013 hebben burgemeester en wethouders van Amsterdam de naam "Armeensebrug" officieel vastgesteld. De Armeense ambassadeur in Nederland heeft in verband hiermee het naambord van de brug onthuld.

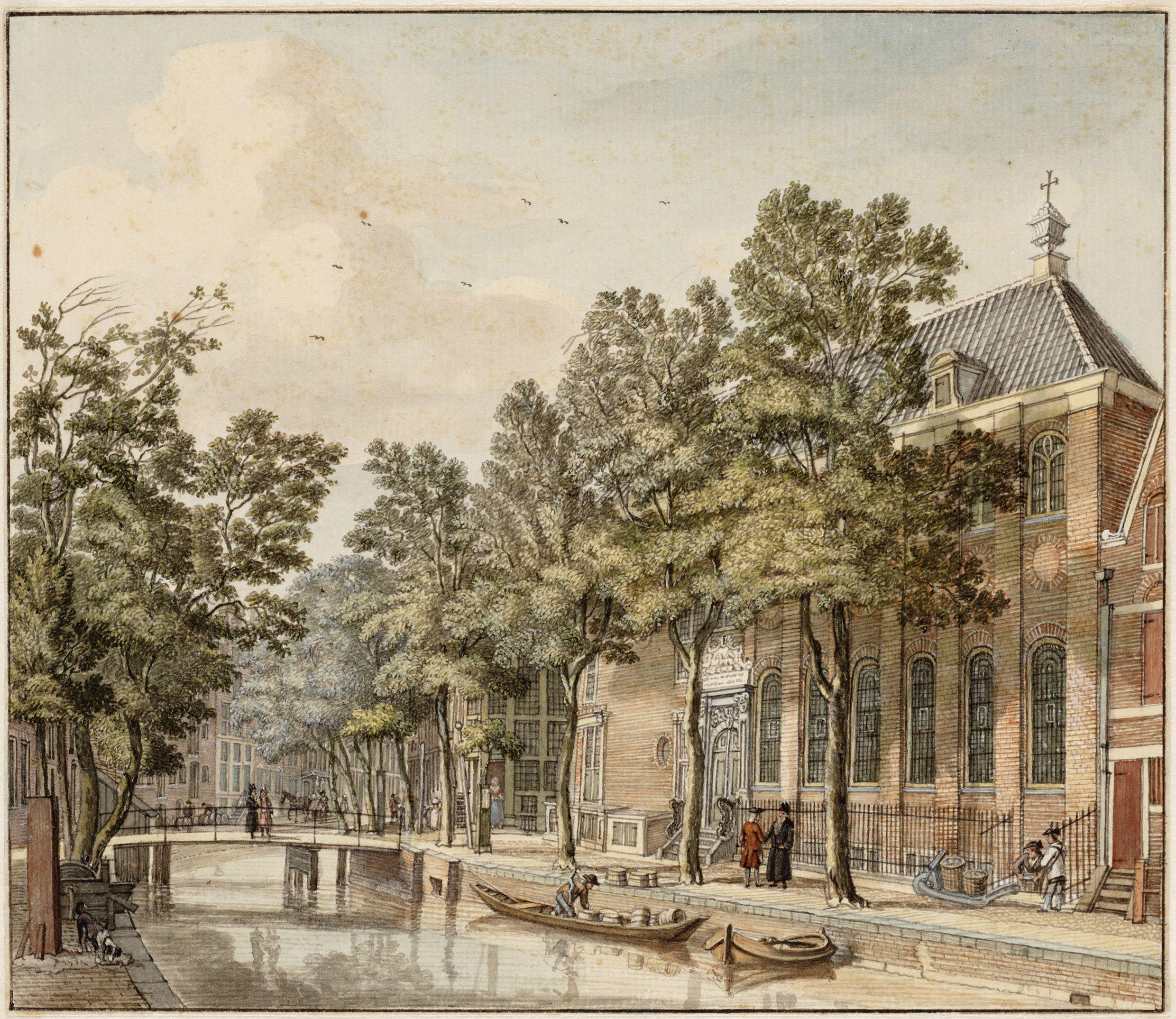
Jan de Beijer met de Armeensebrug rond 1755
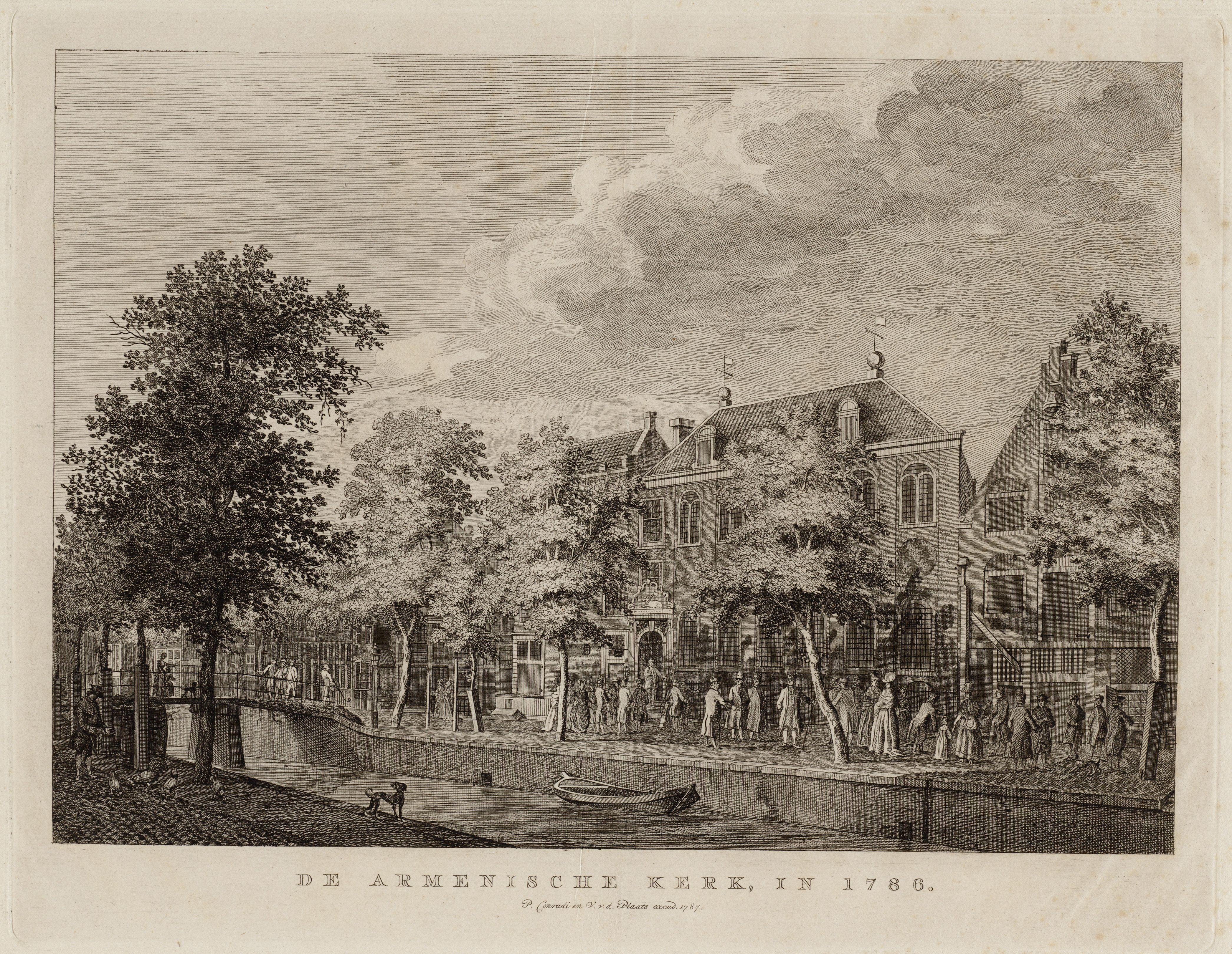
Herman Schouten 30 jaar later
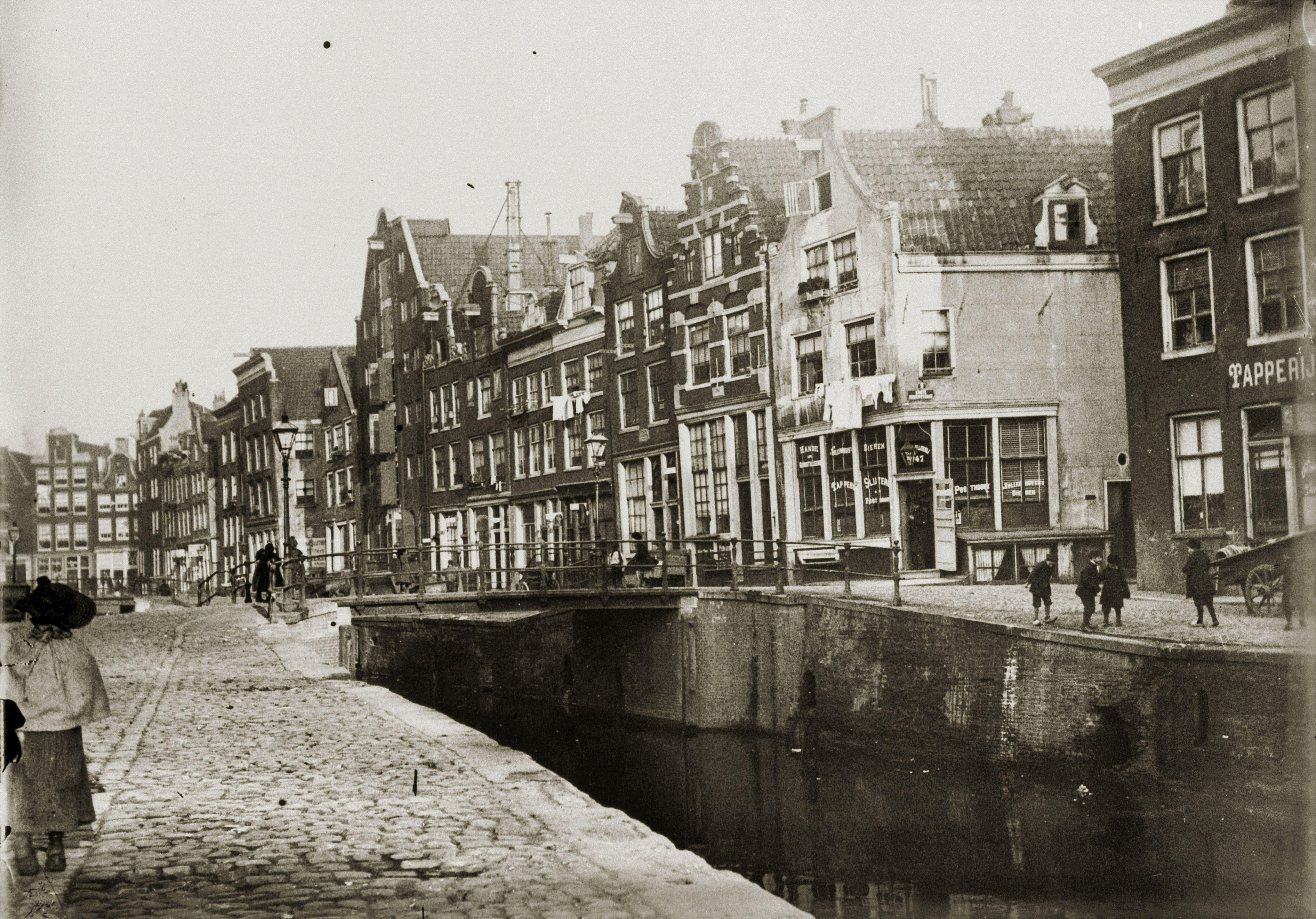
George Hendrik Breitner in 1897/1898
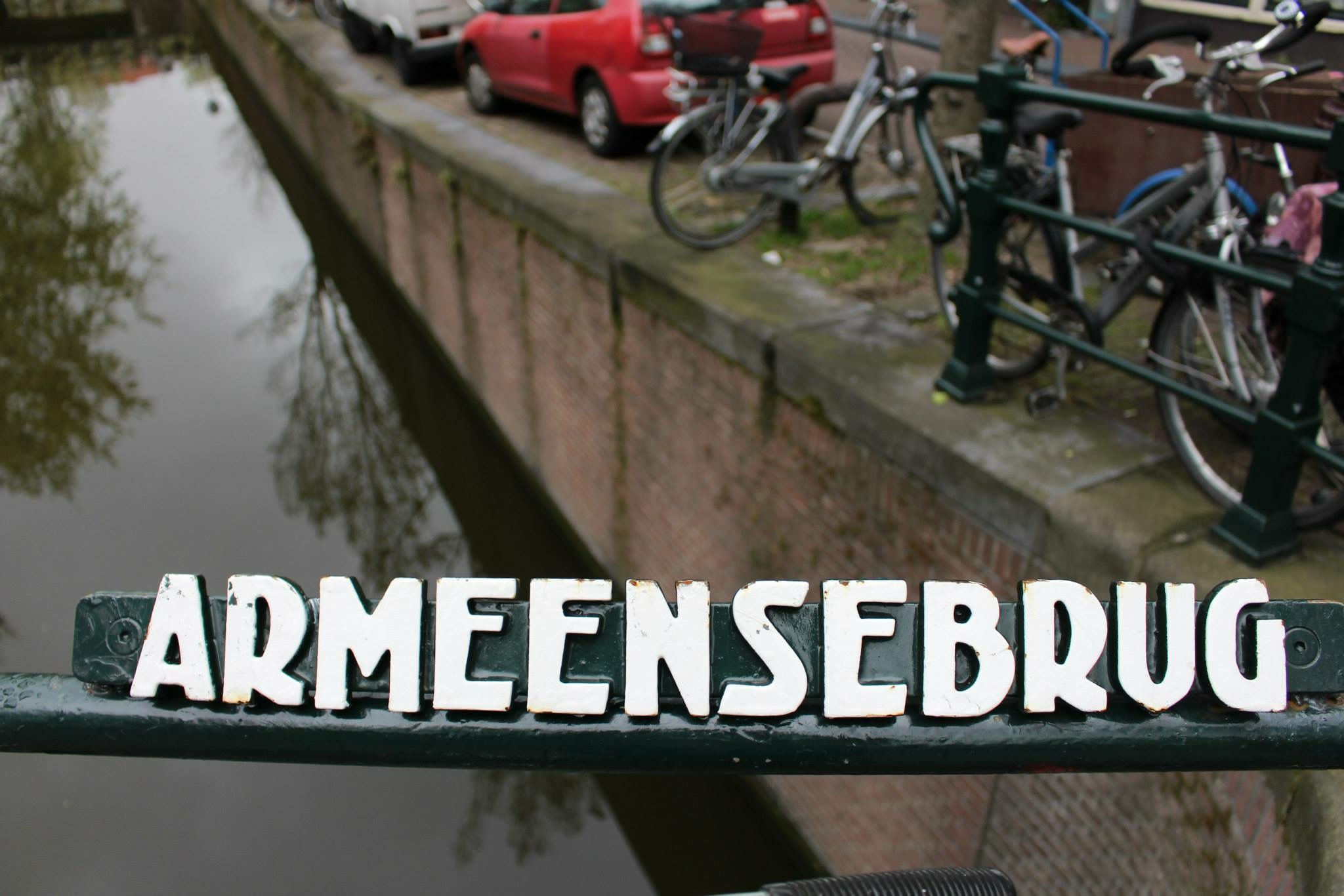
Naamplaatje

<<< · 200 · 201 · 202 · 203 · 204 · 205 · 206 · 207 · 208 · 209 ·  210 · 211 · 212 · 213 · 214 · 215 · 216 · 217 · 218 · 220 · 221 · 222 · 223 · 224 · 225 · 226 · 227 · 228 · 228P · 229 · 230 · 231 · 232 · 233 · 234 · 235 · 236 · 237 · 238 · 239 ·  240 · 241 · 242 · 243 · 244 · 245 · 246 · 247 · 248 · 249 ·  250 · 251 · 252 · 253 · 254 · 255 · 256 · 257 · 258 · 259 · 260 · 261 · 262 · 263 · 264 · 265 · 266 · 267 · 270 · 271 · 272 · 273 · 274 · 275 · 277 · 278 · 279 · 280 · 281 · 283 · 285 · 286 · 287 · 288 · 289 · 290 · 291 · 292 · 293 · 295 · 296 · 297 · 298 · 299 · >>>
Brugnummers 219, 268, 269, 276, 282, 284, 294 zijn niet (meer) in omloop.